# Roldana barba-johannis
Roldana barba-johannis, conocida comúnmente como barba de San Juan de Dios, es una planta de la familia de las asteráceas, nativa de Norteamérica.

## Descripción
Roldana barba-johannis es un arbusto de hasta 3 m de alto, con tallos quebradizos, estriados, divididos desde la base. Las hojas ovadas u oblongas, cordadas en la base, de hasta 20 cm de largo y 12 de ancho, tienen el margen denticulado-mucronado y el ápice agudo o mucronado, y peciolos de hasta 13 cm de largo. Son glabras o tomentulosas en el haz y densamente blanco-tomentosas en el envés. La inflorescencia es una cima corimbiforme de numerosas cabezuelas, cada una con 5 a 8 flores liguladas y hasta 20 del disco, de color amarillo. El fruto es una pequeña cipsela oscura, claviforme o subcilíndrica, con un vilano de cerdas blancas de hasta 7 mm de largo. Florece en la estación seca (aprox. noviembre a marzo).

## Distribución y hábitat
Roldana barba-johannis es nativa de los bosques templados y semifríos de México, Guatemala y Honduras, donde aparece en altitudes entre los 2500 y 3500 metros sobre el nivel del mar. Se distribuye por la Sierra Madre Occidental, a lo largo del Eje Neovolcánico y la Sierra Madre del Sur, así como por la Sierra Madre de Chiapas.

## Taxonomía
Roldana barba-johannis fue descrita en 1974 por Harold E. Robinson y Robert D. Brettell, sobre un basónimo de Augustin Pyrame de Candolle, en Phytologia 27(6): 415.

### Etimología
Roldana: nombre genérico dado por Pablo de La Llave en honor a Eugenio Montaño y Roldán, un general insurgente de la Independencia de México.
barba-johannis: epíteto latino dado por De Candolle, que significa "barba de Juan" y alude al nombre común de la especie.

### Sinonimia
- Roldana donnell-smithii (J.M.Coult.) H.Rob. & Brettell
- Senecio barba-johannis DC. [basónimo]
- Senecio donnell-smithii J.M.Coult.
- Senecio grahamii Benth.
- Senecio pullus Klatt[3]